# Gephyromantis mafy
Gephyromantis mafy is een kikker uit de familie gouden kikkers (Mantellidae). De soort werd voor het eerst wetenschappelijk beschreven door David Vieites, Katharina Wollenberg en Miguel Vences in 2012. De soort behoort tot het geslacht Gephyromantis.
De kikker is endemisch in Madagaskar. Het holotype werd gevonden in de regio Alaotra-Mangoro en was 20,4 millimeter lang.